# Pfarrkirche Gerolding

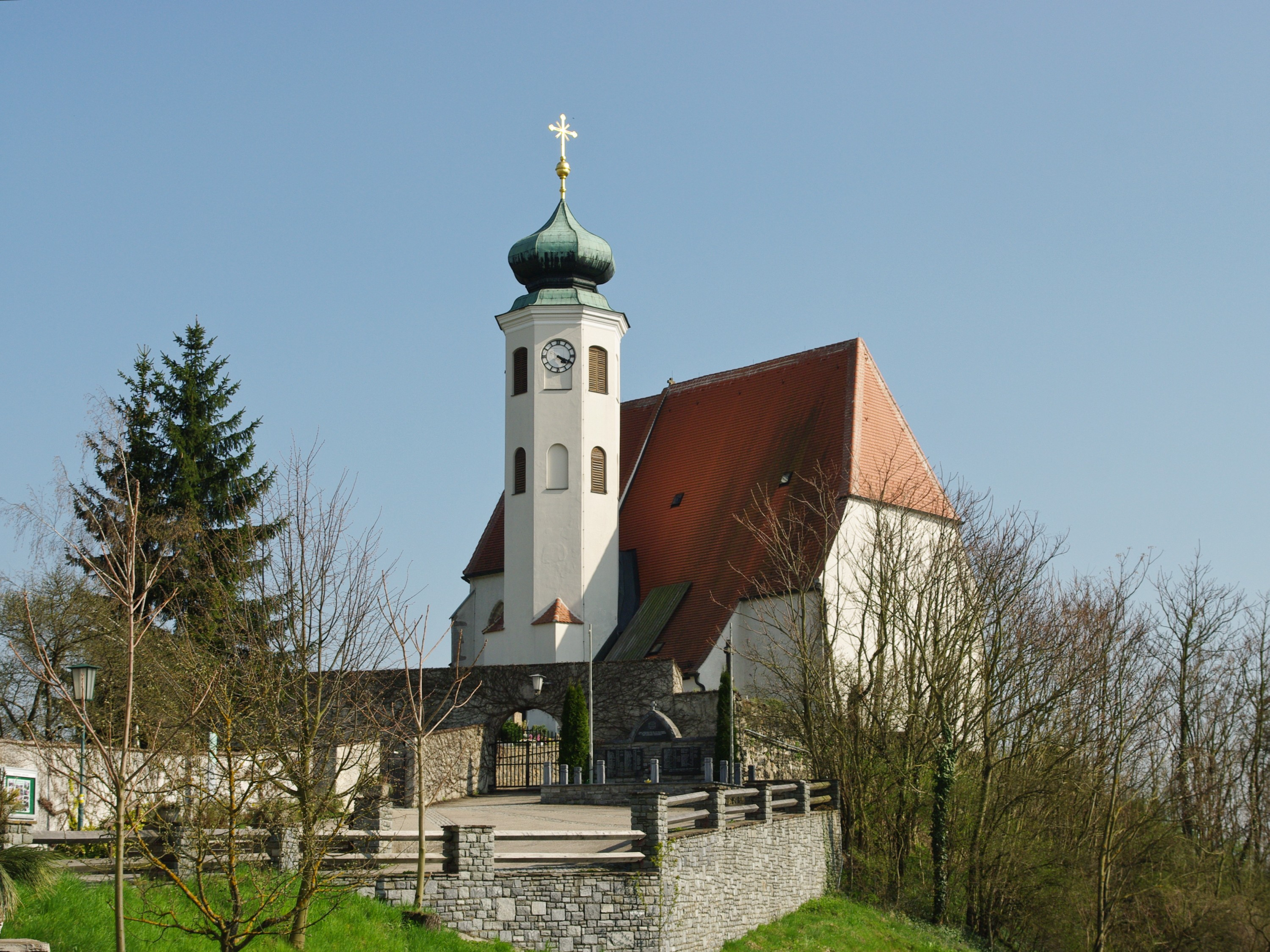
Kath. Pfarrkirche hl. Johannes der Täufer in Gerolding

Die römisch-katholische Pfarrkirche Gerolding steht im Ort Gerolding in der Marktgemeinde Dunkelsteinerwald im Bezirk Melk in Niederösterreich. Die Pfarrkirche hl. Johannes der Täufer gehört zum Dekanat Melk in der Diözese St. Pölten. Die Pfarrkirche und der Friedhof stehen unter Denkmalschutz (Listeneintrag).

## Geschichte
Um das Jahr 1000 wurde eine Wehranlage angenommen. Urkundlich wurde 1165 das Pfarrrecht durch Marquard von Schönbühel verliehen. Urkundlich bestand 1176 eine Kapelle. Im Jahr 1387 wurde die Pfarre durch die Maissauer an die Kartause Aggsbach übertragen. Der Chor wurde wohl 1422 geweiht. 1999/2000 war eine Außenrestaurierung.

## Architektur
Kirchenäußeres
Die gotische Saalkirche mit einem Nordturm – von einem Friedhof umgeben – steht in markanter Lage auf einer Hügelkette die gesamte Umgebung beherrschend da. Es zeigt sich ein eingeebnetes Plateau mit einer östlichen Futtermauer mit Resten einer Ringmauer. Das – im Kern romanische – frühgotische Langhaus hat ein tief heruntergezogenes Dach, welches im Westen über einer schiefwinkeligen fensterlosen Giebelwand mit einem charaktergebenden Schopfwalmdach abschließt. An den zwei Westecken sind zwei romanische Traufsteine. Der nordseitige Portalvorbau um 1900 ist neugotisch und beinhaltet ein spätgotisches Rechteckportal und eine Kapelle Maria Lourdes um 1900. Südseitige neuere Anbauten unter einem Halbwalmdach und Pultdach beinhalten dahinter ein freigelegtes frühgotisches Rundbogenfenster mit Kleeblattmaßwerk.
Der Nordturm überragt die Firsthöhe des Langhauses kaum. Über dem quadratischen Turmerdgeschoß mit einem gotischen Rundbogenportal sind zwei gotische oktogonale Geschoße mit Schartenfenstern und barocken Schallfenstern und einer Zwiebelhaube.
Der schmal proportionierte eingezogene gotische Chor aus dem frühen 15. Jahrhundert mit gleicher Firsthöhe und höherer Traufe zeigt im Südwesten einen gotischen Traufstein. Der Chor hat einen stark gedrückten polygonalen Schluss mit zweibahnigen und im Norden ein bemerkenswertes dreibahniges Maßwerkfenster mit einem waagrechten Stab und einer Oberlanzette. An einem Strebepfeiler zeigt sich eine stark verwitterte Inschrift mit der möglichen Schrift Pfarrer Hans und 1422. Nördlich am Chor ist die alte Sakristei unter einem Pultdach angebaut.
Kircheninneres

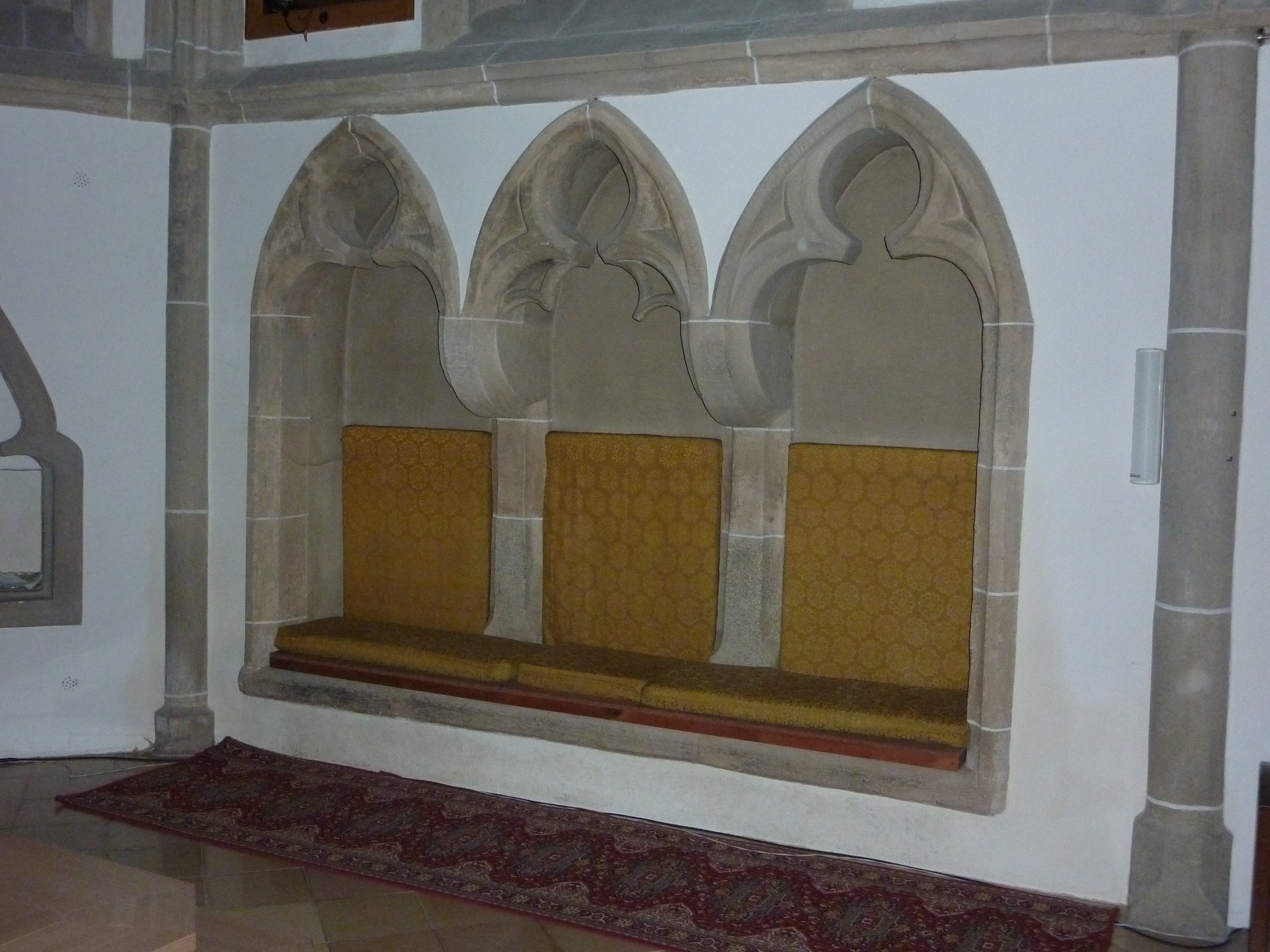
Gotische Sessionsnische im Chor

Das zweijochige Langhaus unter einem Stichkappentonnengewölbe über kräftigen Wandpfeilern mit Gebälk entstand im 18. Jahrhundert. Die barocke Westempore steht dreibogig über Pfeilern. Der eingezogene spitzbogige gotische Triumphbogen wurde später mit 1310 datiert. Der einjochige Chor mit einem überhöhten Kreuzrippengewölbe über Bündel- und Runddiensten, wobei der Dreiachtelschluss durch die Rippenkonstruktion im Gewölbe als Fünfachtelschluss erscheint. Nordseitig hat der Chor eine Sakramentsnische und südseitig eine große dreiteilige Sessionsnische mit kräftigem Kleeblattmaßwerk aus dem Ende des 14. und Anfang des 15. Jahrhunderts.
Im Langhaus wurde nördlich eine Wandmalerei aus dem Anfang des 17. Jahrhunderts im Jahr 1955 freigelegt und 1986 restauriert, mit der Darstellung Gekrönte Maria mit Kind und ein Männlicher Heiliger mit einem Kreuz, jeweils auf einem Sockel mit einer unleserlichen Inschrift. Die Decke des Langhauses zeigt die Malerei Taufe Christi und Anbetung der Hirten der Malerin Maria Sturm (1955).

## Ausstattung

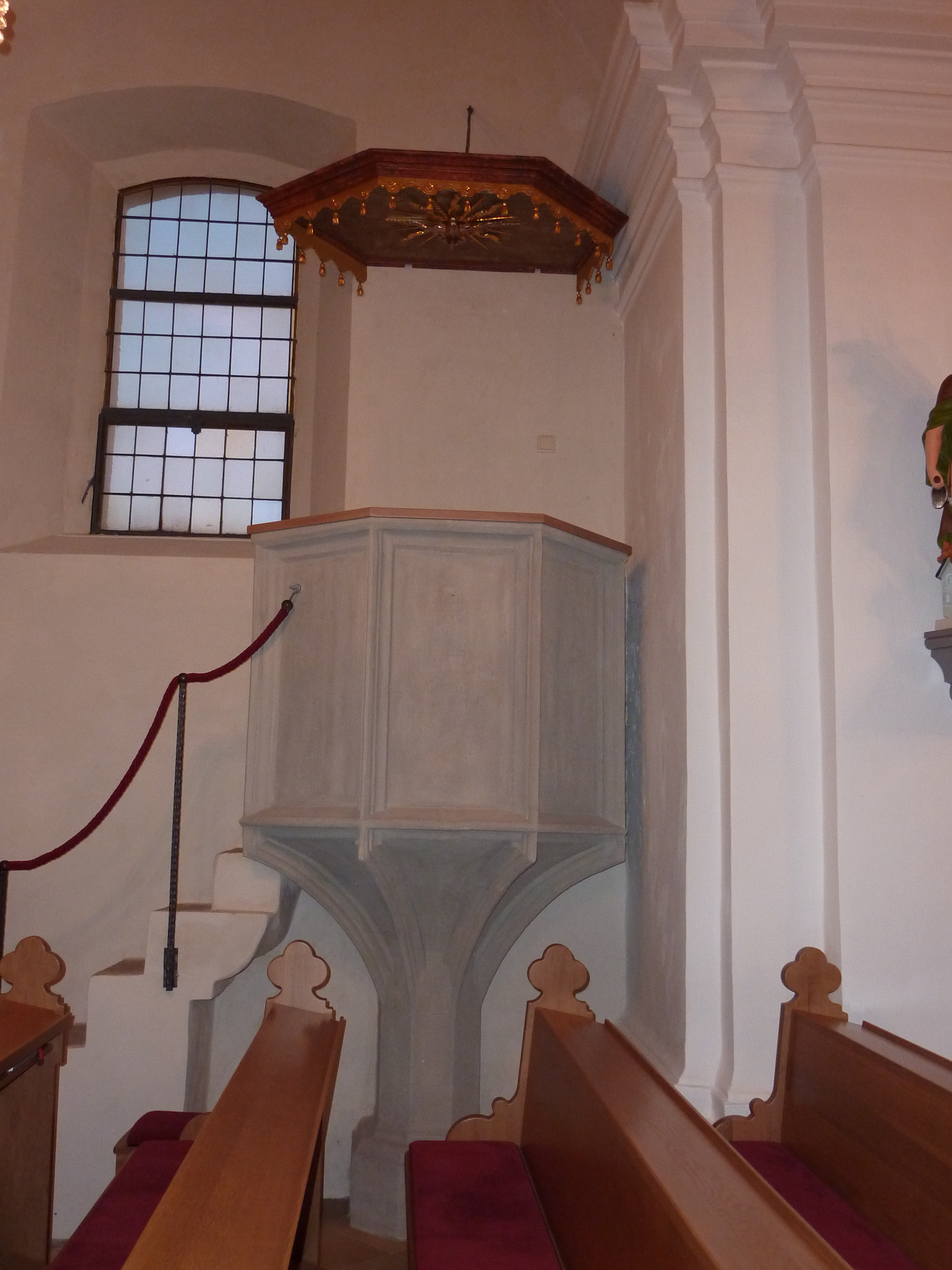
Gotische Stehkanzel mit barockem Schalldeckel

Der Hochaltar wurde im 17. Jahrhundert mit Akanthusblattwerk ergänzt und als ehemaliger Seitenaltar der Kartause Aggsbach im Jahr 1785 zum Teil hierher übertragen und 1976 restauriert. Der Mittelteil aus der ersten Hälfte des 18. Jahrhunderts ist ein Säulenretabel mit einem Aufsatz mit einer Kartusche mit der Jahresangabe 1864. Das Altarbild Heilige Sippe auf Metall ist aus dem 19. Jahrhundert. Die Engelsstatuen um 1700 wurden der Schwanthalerschule zugeschrieben.
Die baugleichen Seitenaltäre als Säulenretabel mit Volutenaufsatz entstanden um die Mitte des 18. Jahrhunderts und wurden 1985/1986 restauriert. Der rechte Seitenaltar zeigt das Altarblatt hl. Sebastian.
Die spätgotische Stehkanzel mit einem polygonalen Korb und Pfeiler mit Stabwerk ist aus der zweiten Hälfte des 15. Jahrhunderts. Der Schalldeckel ist barock.
Die Kreuzwegbilder sind aus dem Mitte des 19. Jahrhunderts.
Es gibt Vortragefahnen mit den Bildern Dreifaltigkeit, hl. Nonne, Maria Immaculata, Antonius, um 1900.
Die Orgel baute Max Jakob (1910).